# Кујушићи (Фојница)
Кујушићи је насељено место у Босни и Херцеговини у општини Фојница. Административно припада Федерацији Босне и Херцеговине, односно њеном Средњобосанском кантону. Према попису становништва из 2013. у насељу је било 72 становника, а већинску популацију у насељу чинили су Бошњаци.

## Становништво
По последњем службеном попису становништва из 2013. године у насељу је живело 72 становника, а село је било етнички хомогено са већинском бошњачком  популацијом.
| Националност | 2013. | 1991.       | 1981.       | 1971.       |
| Бошњаци      | —     | 67 (100,0%) | 70 (100,0%) | 74 (98,67%) |
| остали       | —     | 0           | 0           | 1 (1,33%)   |
| Укупно       | 72    | 67          | 70          | 75          |